# Centauri
Los centauri son una especie extraterrestre ficticia del Universo de la franquicia de ciencia ficción Babilonia 5 o Babylon 5. 

## Origen
El planeta Centauri se asemeja mucho a la Tierra en atmósfera y terreno, pero tiene mucha más masa acuática. Sólo hay dos continentes y muchas islas y archipiélagos. A pesar del nombre, la serie aclara que Centauri Prima no está localizado en la estrella Alfa Centauri.

## Historia
Los albores de la civilización centauri se dan alrededor del año 3000 AC del calendario terrestre, iniciando con el descubrimiento de la otra especie inteligente de su planeta, los salvajes Xon (de forma similar a como en la Tierra existieron dos especies inteligentes alguna vez, los humanos y los neandertales). Centauri y xon se enfrascaron en una larga guerra genocida de violencia y muerte. A partir del año 738 AC del calendario humano, se inició una guerra de mil años contra los Xon, que aunque tecnológicamente menos avanzados, eran físicamente más fuertes y resistentes, por lo que hubo enormes bajas en ambos bandos, ciudades enteras destruidas y grandes territorios despoblados. 
Gracias a esto, los centauri avanzaron mucho tecnológicamente en un esfuerzo por sobrevivir, extinguiendo a los Xon para el año 262 DC, en el cual se encontraban en su Era Industrial, alcanzando niveles tecnológicos similares a los de la Tierra en el siglo XX. A raíz de esta victoria se forma la República Centauri moderna, donde los líderes familiares de aquellas familias que sobrevivieron la guerra Xon se convirtieron en los líderes del Centaurum, sus familias se convirtieron en las Casas Nobles que por miles de años y hasta los eventos de la serie seguían gobernando el planeta, y el gran líder de la guerra contra los Xon, Lord Tuscano, fue nombrado Emperador por el Centaurum, siendo así el primer emperador. También se formó por esta guerra el machismo propio de la sociedad centauri, donde las mujeres quedaban relegadas a ser madres que repoblaran el mundo y no se dedicaran a competir por el poder. La sociedad centauri continuó siendo machista hasta tiempos de Babylon 5, donde las mujeres prácticamente no tienen poder alguno. 
Para cuando los centauri descubrieron el viaje interestelar, la Primera Guerra de las Sombras había terminado, así que no tomaron parte en ella. Pero algunos capitanes y otros funcionarios viajeros reportaron encuentros con naves sombras que fueron acallados por orden del emperador. El Imperio Centauri fue apodado “El León de la Galaxia” debido a su expansionismo. En su apogeo llegó a dominar cientos de mundos, uno de ellos era Narn, un planeta agrario y primitivo que fue brutalmente explotado por los centauri desde principios del siglo XXII y por cien años hasta que la resistencia narn obligó a los centauri a retirarse. Para cuando se funda Babilonia 5 la República Centauri es un imperio en decadencia, limitado a Centauri Prima y sus colonias. 
A finales de 2259 los centauri comenzaron una nueva carrera expansionista agrediendo a planetas de la Liga de Mundos No Alineados. Un tratado de paz con los humanos garantizó que la Tierra no apoyara a la Liga como lo hizo contra los Dilgar. Esta carrera expansionista que incluyó la reconquista de Narn fue producto de la influencia de las Sombras que se ubicaron dentro de una de las islas centauri y manipularon al emperador Cartagia. Tras la desaparición de las Sombras, sus servidores, los Drakh, permanecieron en Centauri Prima controlando al Regente y atacando naves de la Alianza Interestelar, hasta que la misma declaró la guerra a los centauri. Una flota de naves narn y drazi atacó Centauri Prima, mientras el Regente bajo poder de los Drakh, desactivó las defensas y envió a la flota militar lejos en una falsa misión de emergencia por lo que la destrucción del planeta fue masiva. 
Los Drakh amenazaron a Londo Mollari con detonar bombas nucleares ocultas y así exterminar la civilización centauri de no aceptar ser sus órdenes. Londo es coronado emperador pero en calidad de títere de las Sombras. Esta situación se mantendría hasta la muerte de Londo en el 2278, en que la conjura Drakh es descubierta, y el nuevo emperador, Vir Cotto, aliado con el presidente John Sheridan y Delenn, logran que un esfuerzo conjunto de líderes centauri y la Alianza Interestelar, erradiquen la influencia Drakh de Centauri Prima. Así, el emperador Cotto comienza el esfuerzo por reconstruir la gloria perdida de su imperio sin usar la violencia.

## Gobierno
El Estado centauri es denominado la República Centauri, se trata de una monarquía constitucional donde el poder ejecutivo recae sobre el poderoso emperador, o en caso de un vacío de poder, en el Regente. El emperador es electo por sucesión dinástica y los centauri son educados en tener gran respeto hacia esta figura. El poder legislativo recae en el Centaurum, un concejo de altos nobles de las principales casas aristocráticas, capaz de regular al emperador e incluso deponerlo aunque rara vez sucede, y solo cuando las acciones del Emperador sean extremas y pongan en peligro a la República Centauri, como fue el caso del emperador Cartagia y su alianza con las Sombras. 
A pesar del término República, la sociedad centauri es muy poco democrática. El plebeyo común carece de derechos y la esclavitud es legal. 

## Sociedad
La sociedad centauri es patriarcal. Salvo por las mujeres pitonisas, prácticamente ninguna mujer tiene influencia o poder. No hay mujeres en el Centaurum ni hay mujeres militares. Además, muchas mujeres son explotadas sexualmente, especialmente en el palacio real, tanto esclavas como sirvientas, y es común que los nobles, e incluso el emperador, tengan gran cantidad de concubinas. 
Además, la sociedad centauri está estratificada socialmente, donde los nobles dominan sobre plebeyos y esclavos. La esclavitud es muy común.

## Religión
Los centauri son politeístas. Creen en multitud de dioses y diosas, aunque por las referencias de Londo, pareciera que el dios primordial es denominado el Gran Creador. Hay una diosa de la fertilidad andrógina, mezcla de hombre y mujer. 

## Biología
Los centauri son físicamente muy similares a los humanos, e individuos de ambas razas pueden hacerse pasar por un individuo de la otra bajo observación superficial (según Londo, los centauri en principio pensaron que los humanos eran una colonia perdida de centauri). Pero biológicamente son muy distintos. Los centauri tienen dos corazones y no tienen arterias importantes en las muñecas. Sus dientes son más filosos que los humanos. Además, los hombres tienen seis penes largos como tentáculos y retráctiles que se extienden sobre el abdomen, las mujeres tienen seis vaginas extendidas a lo largo de las caderas. 
Los hombres suelen utilizar peinados puntiagudos, excepto por los militares que usan cascos. Las mujeres se afeitan la cabeza salvo por la cola de caballo atrás. Hombres y mujeres visten de forma similar a la Inglaterra Victoriana, excepto los militares que usan uniformes rojos. 
Como casi todas las razas en Babylon 5, los centauri tienen individuos telépatas, aunque casi todos los centauri tienen capacidades precognitivas que les permite ver el futuro en pequeños lapsos. Casi todos los centauri tienen visiones del momento de sus muertes. Algunos centauri, especialmente mujeres, desarrollan poderes proféticos. Las profetisas tienen una posición social muy respetada y elevada, algo que las mujeres centauri generalmente no tienen, como es el caso de la emperatriz Lady Morella, una poderosa pitonisa centauri, que vaticinó el reinado de Londo y Vir.

## Miscelánea
Los centauri están basados, al menos según asegura el creador de serie J. Michael Straczynski, en el Imperio Británico, especialmente en cuanto a su proceso de decadencia.